# Eduardo Sao Thiago Lentz
Eduardo Sao Thiago Lentz, más conocido como Duda, (9 de diciembre de 1969 en Florianópolis, Brasil) es un entrenador de fútbol sala hispano-brasileño, que dirige al Jimbee Cartagena de Primera División. 

## Trayectoria como jugador
Como jugador formaría parte de los equipos de Andorra (1990-1992), Sego Zaragoza (1992-1994), ElPozo Murcia (1994-1996), Playas de Castellón (1996-1998), Interviú (1998-2000) y ElPozo Murcia (2000-2001).

## Trayectoria como entrenador
Tras colgar las botas como jugador en el equipo murciano, Duda se haría cargo del ElPozo Murcia en la temporada 2001/02, logrando ser el entrenador que más temporadas de forma ininterrumpida llevaba en la máxima categoría del fútbol sala con un total de 17 temporadas y lograr un palmarés de una Recopa de Europa (2003), cuatro Ligas (2006, 2007, 2009 y 2010), tres Copas de España (2003, 2008 y 2010), dos Copas del Rey (2016 y 2017), cinco Supercopas de España (2006, 2010, 2012, 2014 y 2016) y 6 Copas Presidente de la FFRM.
Duda fue nombrado cuatro veces mejor entrenador de la Liga (2003, 2004, 2007 y 2013) y también recibió el Premio Nacional del Deporte al Juego Limpio en 2002 de las manos de los Reyes de España, tras obligar a sus jugadores a que se dejaran marcar un gol en un partido ante el Carnicer, después de que ElPozo anotara un gol unos segundos antes, con un jugador madrileño tendido sobre la pista del Parque Corredor.
En verano de 2018 abandona el ElPozo Murcia tras entrenarlo de 2001 hasta 2018, siendo sustituido por Diego Giustozzi. Duda llevó al equipo murciano de ser un equipo de perfil bajo a competir los títulos cara a cara contra históricos como el Interviú y el Playas de Castellón. El técnico se marcharía a Kuwait para dirigir al equipo del Al-Yarmouk, al que entrenaría durante la temporada 2018-19.
En verano de 2019, firma con el Real Rieti de la Divisione Calcio a 5 en el que entrenaría hasta octubre  de 2019.
El 25 de octubre de 2019 es presentado como entrenador del Jimbee Cartagena de Primera División que firma hasta junio de 2022 y se convertiría en uno de los entrenadores mejor pagados de los banquillos de la Primera División.

## Clubs como entrenador
| Club             | País   | Año               |
| ---------------- | ------ | ----------------- |
| ElPozo Murcia    | España | 2002 - 2018       |
| Al Yarmouk       | Kuwait | 2018-2019         |
| Real Rieti       | Italia | 2019              |
| Jimbee Cartagena | España | 2019 - Actualidad |

## Palmarés

### Torneos nacionales
- Copa de España (2):  (1993 y 1995)
- Supercopa de España (2):  (1993 y 1995)

- Primera División de España (6):  (2006, 2007, 2009, 2010, 2024 y 2025)
- Copa de España (3):  (2003, 2008 y 2010)
- Supercopa de España (7):  (2006, 2010, 2012, 2014, 2016, 2024 y 2025)
- Copa del Rey (2):  (2016 y 2017)

### Torneos internacionales
- Recopa de Europa de fútbol sala (1):  (2004)